# Йегер, Стефан
Стефан Йегер (нем. Stefan Jäger, рум. Ștefan Jäger; 8 мая 1877, Ченей, Трансильвания, Австро-Венгрия (ныне жудец Тимиш, Румыния) — 16 марта 1962, Жимболия) — немецко-румынский художник.

## Биография
По происхождению дунайский шваб. До 1899 года обучался живописи в «Венгерской королевской школе рисования» (сейчас «Венгерский университет изобразительных искусств») в Будапеште, среди его учителей был Берталан Секей.
Совершил поездки в Австрию , Германию и Италию. В 1910 году поселился в Хатцфельде (сегодня Жимболия), где провёл остаток своей жизни.
Участник Первой мировой войны. В 1914—1918 годах в составе австро-венгерской армии воевал на Далматинском фронте. После войны вернулся в Жимболию.
После окончания Второй мировой войны многие дунайские швабы были обвинены в сотрудничестве с нацистами и объявлены коллаборационистами. В Румынии немецкое меньшинство преследованиям не подвергалось, но многие немцы сами покинули страну по экономическим причинам. Стефан Йегер остался в Румынии.
В 1957 году при коммунистическом режиме был награждён Орденом Труда II степени по случаю 80-летнего юбилея.

## Творчество
Основная тема многих его полотен взята из истории и повседневной жизни дунайских швабов. Автор картин на религиозные и жанровые темы, натюрмортов и пейзаже.
Среди наиболее известных его работ:
- «Поселение немцев в Банате», ок. 1905
- Триптих «Иммиграция немцев в Венгрию», 1906—1910

Первая официальная выставка его картин состоялась только в 1930 году.